# Copa da Liga Escocesa 1963–64
A Copa da Liga Escocesa de 1963-64 foi a 18º edição do segundo mais importante torneio eliminatório do futebol da Escócia. O campeão foi o Rangers F.C., que conquistou seu 5º título na história da competição ao vencer a final contra o Greenock Morton F.C., pelo placar de 5 a 0.

## Premiação
| Copa da Liga Escocesa de 1963-64 |
| Escócia                          |
| -------------------------------- |
| Rangers F.C. Campeão (5º título) |